# Isabelle Grill
Pour les articles homonymes, voir Grill et Grill (homonymie).
Isabelle Grill, née le 20 septembre 1997 à Göteborg (Suède), est une actrice suédoise.

## Biographie
Isabelle Grill est formée à l'école de théâtre Angered (2016) et au Nordiska Teaterskolan à Göteborg (2017-2018) ainsi qu'au Dramatic College de Stockholm (2022-2023). Depuis 2019, elle vit à Stockholm.
Elle fait sa grande percée en tant qu'actrice en 2019, lorsqu'elle apparait dans le film Midsommar. En 2020, elle joue dans le film Svartklubb. Elle est également apparue dans la série télévisée Clark en 2022. En 2023, elle a joué le rôle principal dans le film Vernissage hos Gud (sv) et est apparue dans la série télévisée Leva life,,.

## Filmographie partielle

### Au cinéma
- 2019 : Midsommar : Maja
- 2020 : Svartklubb (sv)
- 2023 : Vernissage hos Gud (sv)
- 2024 : Gudstjänst de Ludvig Gür : Hannah

### À la télévision
- 2022 : Clark
- 2023 : Leva life (sv)